# Geburtstagsparadoxon
Das Geburtstagsparadoxon, manchmal auch als Geburtstagsproblem bezeichnet, ist ein Beispiel dafür, dass bestimmte Wahrscheinlichkeiten (und auch Zufälle) intuitiv häufig falsch geschätzt werden, beispielsweise liegt die tatsächliche Zahl von 23 Personen meist unterhalb der intuitiven Schätzung:

„Befinden sich in einem Raum mindestens 23 Personen, dann ist die Chance, dass zwei oder mehr dieser Personen am gleichen Tag (ohne Beachtung des Jahrganges) Geburtstag haben, größer als 50 %.“

Zum falschen Schätzen der Wahrscheinlichkeit kommt es, weil im Geburtstagsparadoxon danach gefragt wird, wie wahrscheinlich es ist, dass zwei beliebige Personen aus einer Gruppe an ein und demselben beliebigen Tag im Jahr Geburtstag haben. Fälschlich wird das Problem oft interpretiert als „wie wahrscheinlich es ist, dass eine bestimmte Person aus einer Gruppe an einem bestimmten Tag im Jahr Geburtstag hat“ (z. B. Übereinstimmung mit dem Geburtstag einer anderen Person der Gruppe), und diese Wahrscheinlichkeit ist tatsächlich deutlich kleiner.
Das Paradoxon ist Richard von Mises zugeschrieben worden, z. B. von Persi Diaconis und Frederick Mosteller.
Donald E. Knuth schrieb 1973, Mathematiker hätten das Geburtstagsparadoxon schon in den 1930er Jahren diskutiert; der Urheber sei unbekannt.

## Eingrenzung
Frage: Wie hoch ist die Wahrscheinlichkeit, dass bei 23 Personen mindestens zwei am gleichen Tag im Jahr Geburtstag haben?
Die Antwort ist für die meisten Menschen verblüffend und wird als paradox wahrgenommen. Die meisten Menschen, die sich dafür interessieren, schätzen die Wahrscheinlichkeit um eine Zehnerpotenz falsch ein. Sie liegt nicht (wie zumeist geschätzt) zwischen 1 % und 5 %, sondern über 50 %, bei 50 Personen sogar bei über 97 %.
Im Unterschied dazu steht die Wahrscheinlichkeit, dass jemand an einem ganz bestimmten Tag (ohne Beachtung des Jahrgangs) Geburtstag hat: Ist durch den Geburtstag einer der anwesenden Personen der bestimmte Tag festgelegt, sind weitere 253 Personen (also insgesamt 254 Personen) notwendig, um eine Wahrscheinlichkeit von 50 % zu erreichen (siehe den Artikel Binomialverteilung – Gemeinsamer Geburtstag im Jahr und weiter unten den Abschnitt Wahrscheinlichkeit für einen bestimmten Tag).
Der Grund für diesen großen Unterschied liegt darin, dass aus {\displaystyle n} Personen {\displaystyle {\tfrac {n(n-1)}{2}}} verschiedene Paare gebildet werden können; die Zahl der möglichen Paare steigt daher mit wachsender Zahl der Personen in der Gruppe immer schneller an – wenn die {\displaystyle (n+1)}te Person dazukommt, steigt die Zahl der Paare um {\displaystyle n}. Die Bedingung für das in Frage stehende Ereignis ist schon erfüllt, wenn ein einziges dieser Paare am gleichen Tag Geburtstag hat. Da die Wahrscheinlichkeit, am gleichen Tag Geburtstag zu haben, für jedes Paar gleich groß ist und die Anzahl der Paare mit wachsender Zahl an Personen immer schneller ansteigt, steigt auch die Wahrscheinlichkeit, dass zwei Personen in der Gruppe am gleichen Tag Geburtstag haben, mit wachsender Gruppengröße deutlich schneller an als bei der Variante, wenn ein Geburtsdatum durch eine vorher bestimmte Person fixiert wird.

### Ungleichmäßig verteilte Geburtstage
In der Realität sind nicht alle Geburtstermine gleich wahrscheinlich, so werden z. B. im Sommer mehr Kinder geboren als im Winter. Dadurch nimmt die Wahrscheinlichkeit, dass zwei Personen am gleichen Tag Geburtstag haben, leicht zu. Simulationen zeigen, dass auch für echte Daten die Wahrscheinlichkeit, dass zwei Personen am gleichen Tag Geburtstag haben, nach wie vor bei 23 Personen 50 % übersteigt. Auch die Berücksichtigung des in der Herleitung vernachlässigten Schalttags ändert daran nichts.

### Bedeutung in der Kryptographie
Dieser Effekt hat eine Bedeutung bei kryptographischen Hashfunktionen, die einen eindeutigen Prüfwert aus einem Text ergeben sollen. Es ist dabei viel einfacher, zwei zufällige Texte zu finden, die denselben Prüfwert haben, als zu einem vorgegebenen Text einen weiteren zu finden, der denselben Prüfwert aufweist (siehe Kollisionsangriff).

## Mathematische Herleitungen
Im Folgenden wird der 29. Februar vernachlässigt und angenommen, dass die Geburtstage der {\displaystyle n} Personen unabhängige, identisch verteilte Zufallsvariablen aus der diskreten Gleichverteilung auf der 365-elementigen Menge {\displaystyle \mathrm {\{1.\,Jan.,\,2.\,Jan.,\,\dotsc ,\,31.\,Dez.\}} } sind. Diese Annahme ist beispielsweise dann nicht erfüllt, wenn sich unter den {\displaystyle n} anwesenden Personen Zwillinge befinden.
Im Urnenmodell entspricht diese Annahme einer Ziehung von {\displaystyle n} Kugeln mit Zurücklegen aus einer Urne, die 365 Kugeln mit der Beschriftung „1. Januar“, „2. Januar“ usw. bis „31. Dezember“ enthält.
Alle folgenden Berechnungen gelten nur für die Beschränkung auf weniger als 366 Personen, also {\displaystyle n\in \{1,\ldots ,365\}}. Nach dem Schubfachprinzip ist (unter Vernachlässigung des 29. Februars) für alle {\displaystyle n>365} die Wahrscheinlichkeit gleich 1, es gibt also mit Sicherheit zwei Personen mit gleichem Geburtstag. Wenn der 29. Februar als Geburtstag nicht vernachlässigt wird, dann gilt dies erst ab {\displaystyle n>366}.

### Wahrscheinlichkeit, dass mindestens zwei Personen am gleichen Tag Geburtstag haben

Die rote Kurve zeigt die Wahrscheinlichkeit, dass mindestens zwei Personen am gleichen Tag Geburtstag haben. Die blaue Kurve zeigt die Wahrscheinlichkeit, dass alle Personen an verschiedenen Tagen Geburtstag haben.

Die schwarze Kurve zeigt die exakte Wahrscheinlichkeit, dass mindestens zwei Personen am gleichen Tag Geburtstag haben (die angegebene Formel in der Legende ist aber die Gegenwahrscheinlichkeit). Die rote Kurve zeigt die Approximation.

Die Anzahl aller möglichen Variationen ist für {\displaystyle n} Personen {\displaystyle m=365^{n}}, wobei alle Fälle gleich wahrscheinlich sind. Zum Beispiel ergeben sich für zwei Personen {\displaystyle 365^{2}=133225} mögliche Fälle von Geburtstagsvariationen.
Von diesen möglichen Fällen beinhalten
{\displaystyle u={\frac {365!}{(365-n)!}}=365\cdot 364\cdot \ldots \cdot (365-(n-1))}
nur unterschiedliche Geburtstage. Für die erste Person kann der Geburtstag frei gewählt werden, für die zweite gibt es dann 364 Tage, an denen die erste nicht Geburtstag hat etc.
Damit ergibt sich nach der Formel von Laplace die Wahrscheinlichkeit von
{\displaystyle {\frac {u}{m}}={\frac {365!}{365^{n}\cdot (365-n)!}}={\frac {365\cdot 364\cdot \ldots \cdot (365-(n-1))}{365^{n}}}=\prod _{k=0}^{n-1}\left(1-{\frac {k}{365}}\right)}
dass alle {\displaystyle n} Personen an unterschiedlichen Tagen Geburtstag haben.
Die Wahrscheinlichkeit für mindestens einen doppelten Geburtstag im Verlauf eines Jahres ist somit:
{\displaystyle P=1-{\frac {u}{m}}=1-{\frac {365!}{365^{n}\cdot (365-n)!}}=1-{\frac {365\cdot 364\cdot \ldots \cdot (365-(n-1))}{365^{n}}}=1-\prod _{k=0}^{n-1}\left(1-{\frac {k}{365}}\right)}
Mithilfe der Ungleichung {\displaystyle 1-x<e^{-x}} der Exponentialfunktion für {\displaystyle x>0} ergibt sich
{\displaystyle P=1-\prod _{k=0}^{n-1}\left(1-{\frac {k}{365}}\right)>1-\prod _{k=0}^{n-1}e^{-{\frac {k}{365}}}=1-e^{-{\frac {n\cdot (n-1)}{730}}}}
Wenn diese Wahrscheinlichkeit größer als 50 % ist, folgt daraus:
{\displaystyle {\begin{aligned}1-e^{-{\frac {n\cdot (n-1)}{730}}}&>{\frac {1}{2}}\\e^{-{\frac {n\cdot (n-1)}{730}}}&<{\frac {1}{2}}\\-{\frac {n\cdot (n-1)}{730}}&<\ln \left({\frac {1}{2}}\right)\\n^{2}-n-730\cdot \ln(2)&>0\end{aligned}}}
Aus dieser quadratischen Ungleichung folgt {\displaystyle n>{\frac {1}{2}}+{\sqrt {{\frac {1}{4}}+730\cdot \ln(2)}}\approx 22{,}999943}. Weil {\displaystyle n} eine ganze Zahl ist, gilt {\displaystyle n\geq 23}.
Die allgemeine Formel lautet {\displaystyle n>{\frac {1}{2}}+{\sqrt {{\frac {1}{4}}-2\cdot d\cdot \ln(1-p)}}} für diese Abschätzung, wobei {\displaystyle n} die Anzahl der Personen, {\displaystyle d} die Anzahl der möglichen Tage und {\displaystyle p} die zu übertreffende Wahrscheinlichkeit ist.
Für {\displaystyle n=23} ergibt sich:
{\displaystyle 1-{\frac {365\cdot 364\cdot \ldots \cdot 343}{365^{23}}}\approx 0{,}5073>50\,\%}
Eine Approximation
Der Ausdruck für P kann weiter umgeformt werden:
{\displaystyle P=1-{\frac {u}{m}}=1-{\frac {365!}{(365-n)!\cdot 365^{n}}}=1-{\frac {n!\cdot {365 \choose n}}{365^{n}}}}
Mit der Stirlingformel lässt sich dies gut nähern zu
{\displaystyle P\approx 1-\left({\frac {365}{365-n}}\right)^{365{,}5-n}\!\!\!\!\!\cdot \,e^{-n},}
was man leicht mit einem Taschenrechner auswerten kann.
In einer Gruppe von 23 Personen muss man {\displaystyle {\binom {23}{2}}=253} verschiedene Vergleiche anstellen, um einen vollständigen Überblick zu bekommen, ob es gemeinsame Geburtstage gibt, und wenn ja, wie viele.

### Wahrscheinlichkeit für einen bestimmten Tag

Wahrscheinlichkeit für mindestens einen doppelten Geburtstag
Wahrscheinlichkeit, dass mindestens ein Geburtstag mit deinem zusammenfällt

Eine andere Frage liegt vor, wenn man nicht nach beliebigen Übereinstimmungen der Geburtstage sucht, sondern nach Übereinstimmung mit einem fest ausgewählten Tag im Jahr.
Ignoriert man wie bisher den 29. Februar, so ist die Wahrscheinlichkeit für eine Person, an einem solchen bestimmten Tag Geburtstag zu haben, gleich 1/365 ≈ 0,27 %.
Die Wahrscheinlichkeit für das Gegenteil, also die Wahrscheinlichkeit, an einem bestimmten Tag nicht Geburtstag zu haben, ist damit
{\displaystyle q=1-{\frac {1}{365}}\approx 99{,}73\,\%.}
Bei zwei Personen ist die Wahrscheinlichkeit, dass an dem vorher ausgewählten Tag keine von beiden Geburtstag hat, gleich {\displaystyle q^{2}} (wie bisher nehmen wir an, dass die Geburtstage der Personen unabhängig sind).
Dabei mindestens einen Treffer zu haben (mindestens eine Person von zweien hat an einem bestimmten Tag Geburtstag), ist wieder die Gegenwahrscheinlichkeit:
{\displaystyle P=1-q^{2}}
So fortfahrend für größere Anzahlen von Personen erhält man:
Die Wahrscheinlichkeit {\displaystyle P}, dass mindestens eine Person von {\displaystyle n} anwesenden Personen an einem bestimmten Tag Geburtstag hat, ist
{\displaystyle P=1-q^{n}}
Damit lässt sich ausrechnen, wie viele Personen {\displaystyle n} man braucht, um eine bestimmte Wahrscheinlichkeit {\displaystyle P} zu erreichen, dass mindestens eine Person an einem bestimmten Tag Geburtstag hat:
{\displaystyle \left(1-{\frac {1}{365}}\right)^{n}\leq 1-P\Leftrightarrow n\geq {\frac {\ln(1-P)}{\ln(1-{\frac {1}{365}})}}}
Für eine Wahrscheinlichkeit von 50 % benötigt man
{\displaystyle n={\Biggl \lceil }{\frac {\ln \left({\frac {1}{2}}\right)}{\ln \left({\frac {364}{365}}\right)}}{\Biggr \rceil }=253}
Personen, wobei {\displaystyle \lceil \ \rceil } die obere Gaußklammer bezeichnet. Wie beim vorigen Problem sind auch hier bei 253 Personen 253 Vergleiche mit dem bestimmten Datum erforderlich, um einen vollständigen Überblick über die Situation zu haben.
Allgemein gilt für eine Auswahl aus einem Zeitraum mit {\displaystyle d} Tagen:
{\displaystyle P=1-\left(1-{\frac {1}{d}}\right)^{n}}
und
{\displaystyle n={\Biggl \lceil }{\frac {\ln \left({\frac {1}{2}}\right)}{\ln \left({\frac {d-1}{d}}\right)}}{\Biggr \rceil }}
Schließlich errechnet sich für den Fall, dass eine der {\displaystyle n} anwesenden Personen Geburtstag hat, die Wahrscheinlichkeit, dass von den übrigen {\displaystyle n-1} Personen mindestens eine am gleichen Tag Geburtstag hat, zu {\displaystyle 1-q^{n-1}}.
Im Unterschied zur Wahrscheinlichkeit, dass mindestens zwei Personen an einem Tag Geburtstag haben (siehe oben), gibt es hier kein {\displaystyle n,} für das man eine sichere Aussage treffen kann: Für jede Personenzahl gibt es die Möglichkeit, dass der ausgewählte Tag nicht als Geburtstag vorkommt (das Schubfachprinzip ist nicht anwendbar). Für alle {\displaystyle n} gilt {\displaystyle P=1-q^{n}<1}.

### Wahrscheinlichkeit, dass genau zwei Personen am selben Tag Geburtstag haben
Bei diesem Problem lautet das konkrete Ereignis: „2 Personen haben am gleichen Tag Geburtstag, alle anderen an unterschiedlichen Tagen.“
Es gibt 365 Möglichkeiten für den Tag des Doppelgeburtstags. Die beiden Personen lassen sich auf {\displaystyle {\tbinom {n}{2}}} Arten auswählen. Die verbleibenden {\displaystyle n-2} Personen werden nacheinander auf die restlichen 364 Tage verteilt, und zwar so, dass es keine weitere Mehrfachbelegung gibt. Dafür gibt es {\displaystyle 364\cdot 363\cdot \ldots \cdot (365-(n-2))} Möglichkeiten. Danach bleiben noch {\displaystyle 365-[(n-2)+1]=366-n} Tage des Jahres übrig, an denen niemand Geburtstag hat. Insgesamt erhält man für das Eintreten des Ereignisses {\displaystyle \textstyle 365\cdot {\binom {n}{2}}\cdot 364\cdot 363\cdot \ldots \cdot (367-n)={\binom {n}{2}}\cdot {\tfrac {365!}{(366-n)!}}} günstige Fälle. Die gesuchte Wahrscheinlichkeit für das Eintreten des Ereignisses beträgt {\displaystyle \textstyle {\binom {n}{2}}\cdot {\tfrac {365!}{(366-n)!\cdot 365^{n}}}}, da wieder alle 365 Tage des Jahres als gleich wahrscheinlich angenommen werden.
Die Wahrscheinlichkeiten stellen eine Zahlenfolge in Abhängigkeit von {\displaystyle n} dar, die streng monoton bis {\displaystyle n=28} wächst. Dort beträgt die Wahrscheinlichkeit rund 38,6 %. Danach fällt die Folge streng monoton. Ab {\displaystyle n=367} ist die Wahrscheinlichkeit 0, da das Ereignis in diesen Fällen nicht mehr eintreten kann, weil es dann Mehrfachgeburtstage oder mehrere Doppelgeburtstage gibt.

### Mehr als zwei Personen mit gleichem Geburtstag
Eine Verallgemeinerung der Fragestellung ist, aus wie vielen Personen eine Gruppe bestehen muss, damit die Wahrscheinlichkeit, dass mindestens {\displaystyle m=2,3,4,\ldots } Personen am selben Tag Geburtstag haben, größer als 50 % ist. Die folgende Tabelle zeigt die Mindestanzahl der Personen für {\displaystyle m\leq 10}:
| Mindestanzahl n von Personen | Mindestanzahl n von Personen |
| m                            | n                            |
| ---------------------------- | ---------------------------- |
| 2                            | 23                           |
| 3                            | 88                           |
| 4                            | 187                          |
| 5                            | 313                          |
| 6                            | 460                          |
| 7                            | 623                          |
| 8                            | 798                          |
| 9                            | 985                          |
| 10                           | 1181                         |

## Beispielhafte Erläuterung zum Auftreten des scheinbaren Paradoxons
Wie bei vielen Problemen der Kombinatorik und Wahrscheinlichkeit kommt es auch hier auf den genauen Kontext bzw. den Ablauf des Experimentes an. Denken wir uns folgende Experimente. Zur Vereinfachung habe ein Jahr immer exakt 365 Tage.

### Eine bestimmte Person an einem bestimmten Tag
Peter hat am 19. Januar Geburtstag. Peter hat 365 Freunde, die alle an einem unterschiedlichen Tag Geburtstag haben. Die Wahrscheinlichkeit, dass ein bestimmter, ausgewählter Freund ebenfalls am 19. Januar Geburtstag hat, beträgt {\displaystyle {\tfrac {1}{365}}}. Bei zwei ausgewählten Freunden beträgt diese Wahrscheinlichkeit schon {\displaystyle {\tfrac {1}{365}}+{\tfrac {1}{365}}}. Mit jedem weiteren Freund erhöht sich die Wahrscheinlichkeit um {\displaystyle {\tfrac {1}{365}}}, bis schließlich bei 365 Freunden die Wahrscheinlichkeit {\displaystyle 1} beträgt.

### Beliebige Personen an einem beliebigen Tag
Ändern wir das Experiment dahingehend, dass nicht der bestimmte Geburtstag (hier: 19. Januar) einer bestimmten Person (hier: Peter) gefragt ist. Diesmal sei Peters Geburtstag und der seiner Freunde an einem beliebigen Tag. In diesem Experiment fragen wir nach der Wahrscheinlichkeit, dass beliebige Personen in einem Raum an einem beliebigen Tag zusammen Geburtstag haben. Dazu werden wir die Wahrscheinlichkeit zunächst nur in einer Überschlagsrechnung bestimmen. Nacheinander werden wir Peters Freunde zum Experiment hinzuziehen. Die Wahrscheinlichkeit, dass sein Freund Ulf am selben Tag Geburtstag feiert, beträgt {\displaystyle {\tfrac {1}{365}}}. Beim weiteren hinzugezogenen Freund namens Rainer beträgt die approximierte Wahrscheinlichkeit schon {\displaystyle \approx {\tfrac {1}{365}}+{\tfrac {2}{365}}}. Die Wahrscheinlichkeit erhöht sich um {\displaystyle {\tfrac {2}{365}}}, weil Rainer zusammen mit Peter oder Ulf Geburtstag haben könnte. Bei der nächsten hinzugezogenen Person namens Robert beträgt die überschlagene Wahrscheinlichkeit dementsprechend schon {\displaystyle \approx {\tfrac {1}{365}}+{\tfrac {2}{365}}+{\tfrac {3}{365}}}. Die Wahrscheinlichkeit steigt hier im Vergleich zum vorherigen Experiment rapide an. Das scheinbare Paradoxon entsteht dadurch, dass mit jeder weiteren Person auch die Anzahl potentieller Paare mit gemeinsamem Geburtstag steigt.
Allerdings handelt es sich hierbei um Überschlagswerte. Es wurde nämlich bisher nicht die Möglichkeit berücksichtigt, dass bei der Personengruppe evtl. schon einige Personen zusammen Geburtstag haben könnten. Wird Rainer zum Experiment hinzugezogen, erhöht sich die Wahrscheinlichkeit nicht um {\displaystyle {\tfrac {2}{365}}}, da wir berücksichtigen müssen, dass Ulf und Peter evtl. schon gemeinsam Geburtstag feiern. Die gesuchte Wahrscheinlichkeit ist somit etwas kleiner als {\displaystyle {\tfrac {1}{365}}+{\tfrac {2}{365}}}. Mit Robert liegt die Wahrscheinlichkeit auch wieder etwas unter dem Wert von {\displaystyle {\tfrac {1}{365}}+{\tfrac {2}{365}}+{\tfrac {3}{365}}}, da auch hier evtl. schon einige der anwesenden Personen (Peter, Ulf und Rainer) zusammen Geburtstag haben.

## Verwandte Fragen
Bei dem Spiel Memory sind die Paare unter {\displaystyle 2N} Karten (bestehend aus {\displaystyle N} Paaren) aufzudecken. Zu Beginn des Spiels liegen alle Karten verdeckt, und solange nur verschiedene Karten aufgedeckt werden, haben die Spieler nur zufällig die Möglichkeit, ein Paar zu finden. Deshalb stellt sich die Frage – ähnlich wie beim Geburtstagsparadoxon – wie viele Karten man aufdecken muss, um mit einer gewissen Wahrscheinlichkeit (z. B. 50 %) mindestens ein Paar zu bekommen.
Die Anzahl {\displaystyle N} der verschiedenen Motive entspricht hier der Anzahl der Tage im Jahr (365) im Geburtstagsparadoxon. Üblicherweise wird Memory mit 32 Paaren gespielt, es gibt aber auch andere Varianten, sodass es sinnvoll ist, die Zahl {\displaystyle N} variabel zu halten.
Setzt man {\displaystyle P_{N}^{\text{Mem}}(n)} für die Wahrscheinlichkeit, durch Aufdecken von {\displaystyle n} Karten nur verschiedene Karten aufzudecken, so gilt:
{\displaystyle P_{N}^{\text{Mem}}(n)={\frac {2N}{2N}}\cdot {\frac {2(N-1)}{2N-1}}\cdot {\frac {2(N-2)}{2N-2}}\cdot \ldots \cdot {\frac {2(N-n+1)}{2N-n+1}}}
Als Ergebnis bekommt man für {\displaystyle N=32\colon } Bei Aufdecken von 10 Karten ist die Wahrscheinlichkeit größer als 50 %, mindestens ein Paar zu erhalten {\displaystyle \left(1-P_{32}(10)\approx 56{,}4\,\%\right).} Für {\displaystyle N=50} liegt die Grenze bei 12 Karten. Bei einem hypothetischen Memory mit 183 Paaren muss man 23 Karten aufdecken, bei 365 Paaren sind 32 Karten notwendig.
Dieses Ergebnis hat wichtige praktische Auswirkungen auf das Spiel, da die Spieler die Lust verlieren würden, wenn es zu lange dauert, bis das erste Paar aufgedeckt wird.